# Universidade de Deusto

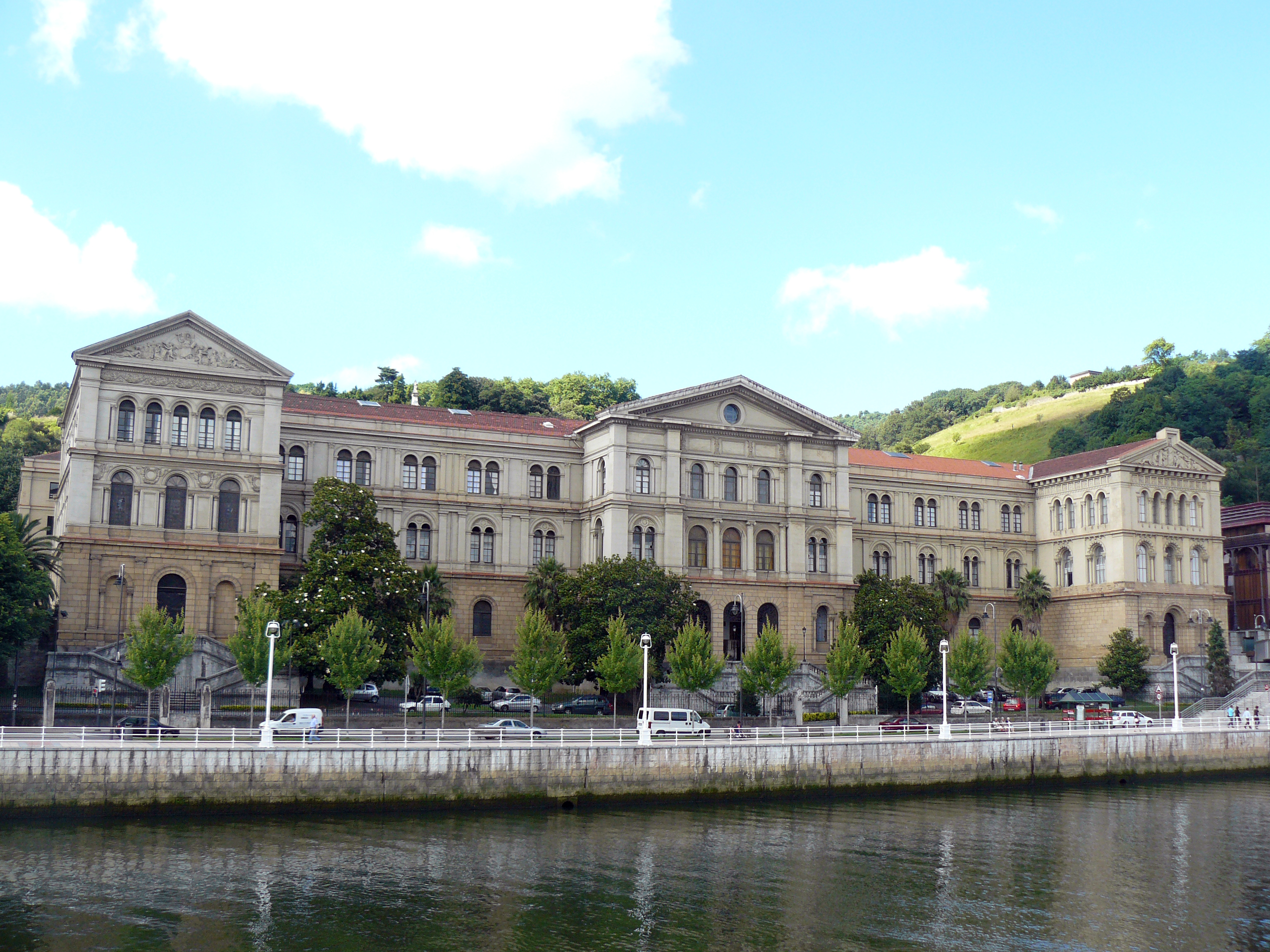
Prédio da Universidade de Deusto.

A Universidade de Deusto (em castelhano: Universidad de Deusto; em basco: Deustuko Unibertsitatea) é uma instituição de ensino superior privada regida pela Companhia de Jesus e sediada no distrito de Deusto da cidade de Bilbau, no País Basco, Espanha. Possui dois campi, um em Bilbau e outro em São Sebastião, na província de Guipúscoa.